# Trường Đại học Công nghệ Kim Chaek
Đại học Công nghệ Kim Chaek (tiếng Hàn Quốc: 김책공업종합대학, Hanja: 金策工業綜合大學) là một trường đại học ở Bắc Triều Tiên, nằm bên bờ sông Taedong, thành phố Bình Nhưỡng. Trường có khoảng 10.000 sinh viên và 2000 cán bộ.
Trường đại học này được đặt tên theo tướng Kim Chaek. Các chương trình của trường đại học về lò phản ứng hạt nhân, điện tử hạt nhân, nhiên liệu hạt nhân và kỹ thuật hạt nhân chuyên đào tạo các nhà nghiên cứu và nhân viên kỹ thuật. Sinh viên tốt nghiệp được báo cáo gửi đến Trung tâm nghiên cứu hạt nhân Yŏngbyŏn hoặc đến các cơ sở hạt nhân ở Packch'ŏn-kun.

## Lịch sử
Đại học Công nghệ Kim Chaek Ban đầu là một phần của Đại học Kim Il Sung trước khi được thành lập như Trường Cao đẳng Công nghệ Bình Nhưỡng (平壤工業大學) năm 1948. Năm 1951, trong Chiến tranh Triều Tiên, tên của trường được đổi thành Trường Cao đẳng Công nghệ Kim Chaek (金策工業大學). (Tướng Kim Ch'aek đã chết trong chiến tranh.)
Năm 1988, trường được nâng cấp thành Đại học (綜合大學). Giữa 1981 và 1993, một chương trình xây dựng quy mô lớn đã nhân đôi diện tích khuôn viên lên 400.000m² hiện tại.

## Học viện
Trường có 18 khoa (學部) và khoảng 80 chương trình (學科), khoảng 10.000 sinh viên và 2.000 nhân viên. Có 10 viện nghiên cứu và một trường sau đại học (博士院). Có 54 phòng thí nghiệm và một thư viện với khoảng 600.000 tập. Khuôn viên có tổng diện tích 400.000 mét vuông.
Ban Khoa học Và Giáo dục (科學敎育部) thuộc Ủy ban Trung ương Đảng Lao động Triều Tiên (朝鮮勞動黨中央委員會) thực hiện giám sát tổng thể, nhưng Cục Giáo dục Đại học (高等敎育部) của Bộ Giáo dục (敎育省) quản lý các vấn đề hành chính. Có các văn phòng giáo dục thuộc ủy ban nhân dân ở mỗi tỉnh/thành phố(市·都 人民委員會敎育局) góp phần hình thành chính sách giáo dục và văn phòng giáo dục địa phương có thể cung cấp một số đầu vào cho trường.
Kể từ ngày 6 tháng 1 năm 2007, Ri Won Chil là phó chủ tịch.
Năm 2012, Một vài sinh viên làm việc với Nosotek và Koryo Tours đã tạo Pyongyang Racer, một video game đua xe quảng bá du lịch ở Bắc Triều Tiên.

## Thành tựu
Năm 2019 trường xếp thứ 8 tại International Collegiate Programming Contest 2019.